# ادرلی
ادرلی (به انگلیسی: Adderley) یک روستا و محله مدنی در بریتانیا است که در Shropshire واقع شده‌است. ادرلی ۳۷۲ نفر جمعیت دارد.